# Grundrecht auf Gewährleistung der Vertraulichkeit und Integrität informationstechnischer Systeme
Das Grundrecht auf Gewährleistung der Vertraulichkeit und Integrität informationstechnischer Systeme (umgangssprachlich auch als IT-Grundrecht, IT-System-Grundrecht, Computer-Grundrecht oder Grundrecht auf digitale Intimsphäre bezeichnet) ist ein in der Bundesrepublik Deutschland geltendes Grundrecht, welches vornehmlich dem Schutz von persönlichen Daten dient, die in informationstechnischen Systemen gespeichert oder verarbeitet werden. Dieses Recht wird im Grundgesetz nicht eigens genannt, sondern wurde als spezielle Ausprägung des allgemeinen Persönlichkeitsrechts 2008 durch das Bundesverfassungsgericht derart formuliert bzw. aus vorhandenen Grundrechtsbestimmungen abgeleitet.

## Formulierung als Grundrecht
Dieses Grundrecht wurde in den Leitsätzen des Urteils des Bundesverfassungsgerichts vom 27. Februar 2008 – 1 BvR 370/07, 1 BvR 595/07, BVerfGE 120, 274 neu formuliert. Das Urteil erging aufgrund von Verfassungsbeschwerden gegen die Vorschriften im Verfassungsschutzgesetz von Nordrhein-Westfalen zur Online-Durchsuchung. Nach Maßgabe des Bundesverfassungsgerichts umfasst das allgemeine Persönlichkeitsrecht, welches sich aus Art. 2 Abs. 1 in Verbindung mit Art. 1 Abs. 1 des Grundgesetzes ergibt, auch ein Grundrecht auf Gewährleistung der Vertraulichkeit und Integrität informationstechnischer Systeme.
Das IT-System-Grundrecht ist Ausprägung des allgemeinen Persönlichkeitsrechts und verdrängt letzteres in seiner Ausprägung als Recht auf informationelle Selbstbestimmung, soweit beide Grundrechte betroffen sind. Ist neben dem IT-System-Grundrecht noch das Telekommunikationsgeheimnis (Art. 10 Abs. 1 GG) betroffen, dann stehen beide Grundrechte nebeneinander und die staatliche Maßnahme muss die Anforderung beider Grundrechte einhalten.

## Einschränkungen
Eingriffe sind nur in engen Grenzen möglich. Gestattet sind präventive staatliche Eingriffe – vor allem die sogenannte Online-Durchsuchung – in dieses Grundrecht nur, wenn tatsächliche Anhaltspunkte einer konkreten Gefahr für ein überragend wichtiges Rechtsgut bestehen. Überragend wichtig sind Leib, Leben und Freiheit der Person oder solche Güter der Allgemeinheit, deren Bedrohung die Grundlagen oder den Bestand des Staates oder die Grundlagen der Existenz der Menschen berührt. Es muss dabei zwar noch nicht mit hinreichender Wahrscheinlichkeit feststehen, dass solch eine Gefahr in näherer Zukunft eintritt, allerdings müssen im Einzelfall bestimmte Tatsachen auf eine solche drohende Gefahr, welche von bestimmten Personen ausgeht, hinweisen.
Eine Maßnahme, die einen Eingriff in dieses Grundrecht darstellt, bedarf grundsätzlich einer richterlichen Anordnung. Grund dafür ist, dass der Bürger bei der heimlichen Ausspähung von persönlichen Daten in der Regel keine präventive Möglichkeit besitzt, die Maßnahme gerichtlich auf ihre Rechtmäßigkeit überprüfen zu lassen. Einer anderen Stelle darf die Kontrolle nur übertragen werden, wenn diese die gleiche Gewähr für ihre Unabhängigkeit und Neutralität bietet wie ein Richter. Der Gesetzgeber darf jedoch Ausnahmeregelungen für Eilfälle treffen.

## Reaktionen
Die Entscheidung des Bundesverfassungsgerichtes wurde von den Grünen und der FDP begrüßt, die das Urteil weitgehend übereinstimmend als Meilenstein für die Bürgerrechte sehen. Vertreter der CDU begrüßten demgegenüber die Feststellung, dass das Grundrecht unter gewissen, engen Umständen eingeschränkt werden kann.